# Hermanos de la Pureza

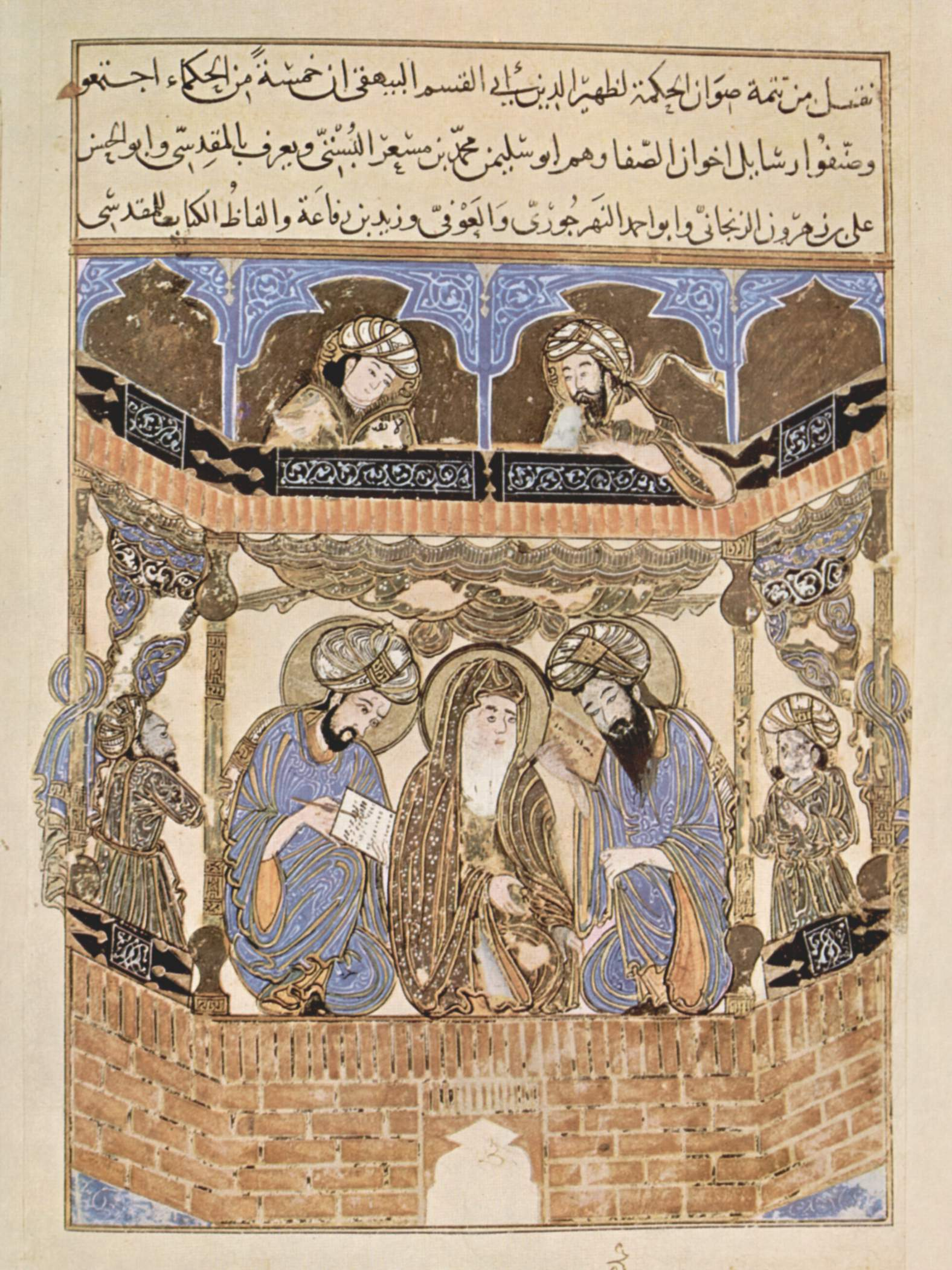
Manuscrito iluminado de 1287 mostrando a los Hermanos de la Pureza

Los Hermanos de la Pureza o Hermanos de la Sinceridad (إخوان الصفاء, Ijwān aṣ-Ṣafā’ o Ikhwan al-Safa entre otras transcripciones, a su vez abreviatura de Ijwān aṣ-Ṣafāʾ wa Jullān al-Wafāʾ wa Ahl al-Ḥamd wa abnāʾ al-Maŷd, «Hermandad de Pureza, Amigos Fieles, Venerables e Hijos de Gloria») fue un grupo de filósofos musulmanes de Basora del siglo X que escribió una obra filosófica conocida como Epístolas de los Hermanos de la Pureza o Enciclopedia de los Hermanos de la Pureza (Rasāʾil Ijwān aṣ-Ṣafāʾ) que constituye una de las obras más notables de la producción filosófica musulmana medieval.

## Orígenes del grupo
El nombre según el orientalista Ignác Goldziher y posteriormente Philip Khuri Hitti podría provenir de una de las fábulas del Pancha-tantra en la que unos animales que actúan como amigos fieles (Ijwān aṣ-Ṣafāʾ) logra escapar del cazador que los persigue.
Era una organización secreta ligada al islamismo chií. Sus miembros se desconocen pero hay diversas teorías acerca de cuál podría ser su identidad. Los grupos ismailíes que favorecieron la enciclopedia en siglos posteriores atribuyen su autoría a un Imán Oculto, teoría que es citada en el compendio biográfico y filosófico «Crónica de los Eruditos» (Ajbār al ḥukamā o Ṭabaqāt al ḥukamā) de Ibn al Qifti, el cual, sin embargo, rechaza esta hipótesis en favor de un comentario descubierto por él de Al-Tawhidi en su Kitāb al-Imtāʿ wa'l-Muʾānasa de finales del siglo X que menciona cuatro nombres.

## Organización
La hermandad se reunía,al parecer, tres noches de cada mes. En la primera hacia principios del mes se pronunciaban discursos, en la segunda a mediados se trataba de astronomía y astrología y en la tercera en los últimos días del mes se recitaban himnos de temática filosófica. También celebraban tres banquetes en el año con motivo de la entrada del Sol en las constelaciones de Aries, Cáncer y Libra. Durante sus reuniones parece que tenía lugar una liturgia de reminiscencias harranianas.
La jerarquía del grupo está tratada en las epístolas. Se establecen cuatro grupos, debido al simbolismo numerológico del 4. Estas jerarquías están relacionadas con las edades de los miembros:
1. Los «artesanos» de al menos 15 años ostentaban el título de «justos y piadosos» (al-abrār wa'r-ruḥamāʾ).
2. Los «dignatarios políticos» de al menos 30 años con el título de «bondadosos y cultos» (al-ajyār wa 'l-fuḍalāʾ).
3. Los «reyes» de al menos 40 años, «excelente y noble» (al-fuḍalāʾ al-kirām).
4. Los «profetas y filósofos» de al menos 50 años formaban el rango más alto con la dignidad de «rango angélico» (al-martabat al-malakiyya), la cual se comparaba a la de figuras como Sócrates, Jesucristo o Mahoma.

## Contexto
La mayoría de los autores (Marque, Massignon, Stern, Corbin) coinciden en situar su composición entre los años 909 y 980, resultado de numerosas discusiones entre diversos intelectuales de procedencias diversas que conformarían una especie de cofradía.

## Estructura
Se compone de 51 epístolas o cartas de longitud variable repartidas en cuatro tomos, en realidad monografías o tratados monotemáticos, a los que posteriormente se añadió un resumen o epítome: la Carta o Compendio (Risālat al-ŷamīʿa). 
- Tomo I: Ciencias matemáticas (14 epístolas). Incluyen teoría del número, geometría, astronomía, geografía, música, artes teóricas y prácticas, ética y lógica.
- Tomo II: Ciencias naturales (17 epístolas). Incluyen la materia, la forma, el movimiento, el tiempo, el espacio, el cielo, el universo, la generación y la corrupción, la meteorología, la mineralogía, la botánica, la zoología, la anatomía, la percepción, la embriología, el hombre como microcosmos, el desarrollo de las almas en el cuerpo, el límite del conocimiento, la muerte, el placer y la lengua.
- Tomo III: Ciencias psicológicas y racionales (10 epístolas). Comprenden los principios intelectuales (los de Pitágoras y los desarrollados por los Ijwān), el universo en tanto que macrocosmos, la inteligencia y lo inteligible, los periodos y las épocas de la historia, la pasión, la resurrección, los diferentes tipos de movimiento, la causa y el efecto, las definiciones y las descripciones.
- Tomo IV: Ciencias teológicas (11 epístolas). Abarcan las doctrinas de las religiones, el camino que conduce a Dios, la doctrina de los Ijwān, la esencia de la fe, la ley religiosa y la revelación, la llamada a Dios, la jerarquía, los seres espirituales, la política, la magia y el talismán.

La distribución numérica de la obra, así como su estructura en cuatro bloques, no es casual, sino que encierra un profundo significado místico, y evidencia la influencia pitagórica de la misma.
Las cuatro partes en las que se divide la obra, representan la Tetrarcys, al mismo tiempo que cuatro son los grados de iniciación del hermano de la pureza. Asimismo 51 (que es el total de los capítulos que componen la obra originalmente) es el resultado de multiplicar por tres los 17 capítulos de la Física. Un número el diecisiete que encierra un profundo significado esotérico en la simbología chií (así como en la judía).

### Externas
- Neoplatonismo: especialmente Plotino.
- La Escuela de los Sabeos de Harrān.
- Pitagorismo y Neopitagorismo (a través de la anterior y las fuentes griegas tardías).
- Platón (una fuente muy lejana y muy neoplatonizado).
- Aristóteles (de manera indirecta; en la obra se aprecia el uso de terminología propiamente aristotélica, pero sin el sentido original que este le daba).
- Claudio Ptolomeo, Euclides, Galeno, Porfirio e Hipócrates.
- Ciertas referencias e influencias de otras religiones:

1. Maniqueísmo
2. Zoroastrismo
3. Budismo (filosofía hindú).
4. Cristianismo y judaísmo (Antiguo y Nuevo Testamento).

### Árabes
Paradójicamente las fuentes propiamente árabes son escasas y consisten prácticamente en el propio Corán y los Hadiz. Al-Farabi es ignorado y Al-Kindi es citado solo para ser criticado.